# She Wolf
She Wolf és el nom del sisè àlbum d'estudi de la colombiana Shakira, i tercer en anglès. Llançat el dia 10 d'octubre a Colòmbia, i el 12 d'octubre del 2009 a la resta del món. En aquest disc, Shakira, passa del pop llatí i pop rock, a l'electropop.
La cantant, va fer una enquesta per la seva pàgina web, en la qual es votaria per la cançó que més agradava, i van resultar: "Men in this town" i "Mon amour", per sobre de "Loba / She Wolf", "Lo hecho está hecho / Did it again".

## Cançons deShe wolf
1. "She wolf"
2. "Did it again"
3. "Long time"
4. "Why wait"
5. "Good stuff"
6. "Men in this town"
7. "Gypsy"
8. "Spy" (amb Wyclef Jean)
9. "Mon Amour"
10. "Lo hecho está hecho"
11. "Años luz"
12. "Loba"
13. "Give it up to me" (només a l'edició dels estats units)

## Cançons deLoba
1. "Loba"
2. "Lo hecho está hecho"
3. "Años luz"
4. "Long time"
5. "Good stuff"
6. "Men in this town"
7. "Gypsy"
8. "Spy" (amb Wyclef Jean)
9. "Mon Amor"
10. "Did it again"
11. "Why wait"
12. "She wolf"

## Senzills
El primer senzill fóra She Wolf/Loba, el qual va ser llançat el 29 de juny de 2009 (per als països castellanoparlants), i el 6 de juliol per la resta del món. La cançó va ser escrita per Shakira i John Hill. Aquest tema, va rebre molt bones crítiques.
Mundialment, la cançó, va arribar al desè lloc.
El segon senzill, fóra "Lo hecho está hecho", que en la versió en anglès, es titula "Did it again", va ser realitzat el dia 16 d'octubre del 2009, va arribar mundialment al N°20-N°10.
Gypsy és l'últim senzill llançat, del qual se'n va fer la versió en castellà titulada "Gitana", el vídeo, s'està rodant a Barcelona.